# Lijst van spelers van Blauw-Wit
Dit is een lijst van voetballers die minimaal één officiële wedstrijd hebben gespeeld in het eerste elftal van de Nederlandse voormalig betaaldvoetbalclub Blauw-Wit.

## A
- Gerrie Althoff
- Ton Amama
- Henk Angenent
- Henk Asbeek Brusse

## B
- Chris Bachofner
- Bert Bakker
- Stevan Balov
- János Beke
- R. van de Berg
- Arie van den Berg
- Ko Bergman
- Sem Bes
- Wim van Bijlouw
- Wim Bleijenberg
- Toon den Boer
- Jean Bollen
- Joop Bommels
- Ronnie Boomgaard
- Bertus Boonkamp
- Jan van de Bor
- Rob Bosdijk
- Leo Bosklopper
- René van Breevoort
- Tonny Bruins Slot
- Theo Buijs
- Gerd Burkhardt

## C
- Ger Clement
- Wil Conrad
- Leen Corbran
- Theo Cornwall
- Wietze Couperus
- Hennie Cruijff

## D
- Jan Dahrs
- Paul Degenaar
- Piet Dekker
- Coen Delsen
- Karel Diehl
- Nico van Dijk
- Roel van Dijk
- Dijkstra
- Gerrie van Doesburg
- Jan van Doesselaar
- Eef Drommel
- Ljubodrag Đurić

## E
- Henny van Egdom
- Nico Engelander
- Aad Euwes
- Jan Eype
- Humphrey Eysma

## F
- Donald Feldmann
- Piet Fens
- Iwan Fränkel
- Jan Fransz
- Piet Frederiks
- Ruud Frie

## G
- Barend van Gardingen
- Ruud Geestman
- G. van Gemst
- Ton Gerritsen
- André van Gerven
- Cor van der Gijp
- Mike Gilhooley
- Anton Goedhart
- Nico de Graaf
- Todor Grebenarević
- Koos de Groot

## H
- Bram van Haverkamp
- Rob van Heeswijk
- Jo Herman
- Theo Hoogeveen
- Barry Hughes
- Ko Huisman

## J
- Joop de Jong
- Theo de Jong
- Nico Jonker

## K
- Meindert van Kalken
- [[Wim Kabalt{{
- Wim Kersbergen
- Arie Klein
- Frans van der Klink
- Piet Klockenbrink
- Ferry Kock
- Piet Koekebakker
- Martin Koeman
- Herman Koers
- Evert Koper
- Frank Kramer
- Gerrit Kramer
- Paul Kramer
- Ruud Kramer
- Maup Kruijer
- Michel Kruin
- Ton Kuhlman
- Piet van der Kuil

## L
- Wim van Lent
- Fred Liefveld
- Henk Liotart

## M
- Cor Machielsen
- John Manuputty
- Marquitos II
- Van der Mee
- Jan van Meeteren
- Chris Meijer
- Co Meijer
- Dick Meijer
- Ferry Mesman
- Rob Meuwessen
- Dries Mul
- Bennie Muller
- Felix Muller
- Ruud Muskee

## N
- Hennie van Nee
- Kees Noomen

## O
- Hennie Oldenziel
- Arie de Oude
- Hans Overmars

## P
- Piet Paternotte
- Ferry Pettersson
- Huib Plemper
- Henk van der Pol
- Otto Polak

## R
- Herman van Raalte
- Henk van Ramselaar
- Herman Rijkaard
- Bert Roode
- Jan Royé
- Reinier Rudge
- Piet Ruimschoot

## S
- Mihajlo Samardžić
- Guus Sarelse
- Werner Schaaphok
- Henk Schaasberg
- Henk Scharrighuizen
- Richard Schemmekes
- Ron van 't Schip
- Ab Schonewille
- Schreuder
- Simons
- Dick Sleur
- Bert Slisser
- Erwin Sparendam
- Flip Stapper
- Henk Stikkelman
- W. Stové
- Bert Strijks
- J. Sukkel
- Sedney Sumter
- Ronald Sweering

## T
- André Tiggeman
- Hannie Tolmeijer
- Hans Twigt

## U
- Ubachs
- Rob Uytermerk

## V
- Nico Veeken
- Bas Veerhuis
- Klaas Verbruggen
- Hans Verhagen
- Ron Versluis
- Ad Visser (doelman)
- Ad Visser (verdediger)
- Bap van der Voort
- Rob de Vries

## W
- Piet de Waal
- Pim Waaijenberg
- Nico Wagemaker
- Coen Weerman
- Jaap Wendelgelst
- Jan Wenderholt
- Wim van der Werf
- Van Wieringen
- Piet Wildbret
- Cor Wilders
- Piet Witschge
- Fred Witte
- Cees de Wolf

## Z
- Aad van der Zant
- Ruud Zwanziger